# Teksid
La Teksid è un gruppo siderurgico italiano, originariamente Fiat Ferriere, fondato dal Gruppo Fiat il 1º gennaio 1978 (come Teksid S.p.A.) mediante lo scorporo delle attività siderurgiche del gruppo torinese: acciai, fonderie, trasformazione, attrezzature, nonché la produzione di molle, di tubi, di refrattari per usi industriali. Oggi è parte di Stellantis.

## Teksid opera su tre linee di prodotti
- ghisa: basamenti motore, teste cilindri e altri componenti per motori.
- alluminio: teste cilindri, basamenti, scatole cambio e componenti sospensioni.
- magnesio: stampaggio di componenti in lega di magnesio per il mercato automotive.

Teksid conta, nel mondo, 5 stabilimenti: 3 in Europa, 1 in America meridionale e 1 joint-venture in Cina.

## Joint Ventures
In Cina, Teksid detiene il  50% della joint-venture Hua Dong Teksid Automotive Foundry Co. Ltd.

## Archivio
L’archivio dell’azienda è conservato presso il Centro storico Fiat  nel fondo  Teksid (estremi cronologici: 1970 - 1980).